# Nacionalni park Cerro Cora
Nacionalni park Cerro Cora je nacionalni park u Paragvaju. 
Nacionalni park Cerro Cora je najveće zaštićeno područje u Paragvaju. Nalazi se u okrugu Amambay, u blizini granice s Brazilom. Osnovan je uredbom 11. veljače 1976. godine. To je prirodni rezervat, kao i povijesno i kulturno središte. Park je mjesto bitke u Paragvajskom ratu koja se dogodila 1. ožujka 1870. godine. Park ima povijesne spomenike, turistički dio, plažu na obali rijeke Aquidaban.
Osim zanimljive povijesne pozadine, mnogi posjetitelji dolaze na kako bi se divili drevnim crtežima na stjenama pećina. Procijenjuje se da su slike stare između 1300 i 800 godine prije Krista.
Park se nalazi 454 km od Asuncióna, i 45 km od Pedro Juan Caballera. Iz Asuncióna, se dolazi autocestom 2 preko grada Coronel Ovieda, zatim autocestama 3 i 5, te izalazom kod grada Yby Yau.

## Vanjske poveznice
- Nacionalno tajništvo za turizam  Arhivirana inačica izvorne stranice od 20. svibnja 2015. (Wayback Machine) (šp.)